# Neviano degli Arduini
Neviano degli Arduini (emilián nyelven Neviàn) település Olaszországban, Emilia-Romagna régióban, Parma megyében. Lakosainak száma 3422 fő (2023. január 1.). Neviano degli Arduini Canossa, Langhirano, Lesignano de’ Bagni, Tizzano Val Parma, Vetto, Palanzano és Traversetolo községekkel határos.

## Népesség
A település lakossága az elmúlt években az alábbi módon változott:
| Lakosok száma | 3625 | 3607 | 3422 |
|               | 2017 | 2018 | 2023 |